# Kulsze
Kulsze (deutsch Kulsen) ist ein Ort in der polnischen Woiwodschaft Ermland-Masuren, der zur Landgemeinde Banie Mazurskie (Benkheim) im Powiat Gołdapski (Lreis Goldap) gehört.

## Geographische Lage
Kulsze liegt im Nordosten der Woiwodschaft Ermland-Masuren, 23 Kilometer nordöstlich der früheren Kreisstadt Angerburg (polnisch Węgorzewo) bzw. 15 Kilometer südwestlich der heutigen Kreismetropole Gołdap (Goldap).

## Geschichte
Im Jahr 1566 wurde das seinerzeit Kuessin, vor 1785 auch Kulschen genannte kleine Dorf gegründet. 
1874 kam der Ort zum neu errichteten Amtsbezirk Surminnen, der bis 1945 bestand und zum Kreis Angerburg im Regierungsbezirk Gumbinnen der preußischen Provinz Ostpreußen gehörte.
138 Einwohner waren im Jahr 1910 in Kulsen gemeldet. Ihre Zahl stieg bis 1925 auf 143 und kletterte – nach dem 1928 erfolgten Zusammenschluss mit den Nachbardörfern Ziemianen (polnisch Ziemiany) und Schupowen (1928 bis 1945 Schuppau, polnisch Czupowo) – auf 372 im Jahre 1933 und auf 330 im Jahre 1939.
In Kriegsfolge kam Kulsen 1945 mit dem südlichen Ostpreußen zu Polen und erhielt die polnische Namensform „Kulsze“. Heute ist es eine Ortschaft im Verbund der Landgemeinde Banie Mazurskie im Powiat Gołdapski, vor 1998 der Woiwodschaft Suwałki, seither der Woiwodschaft Ermland-Masuren zugeordnet.

## Religionen
Mit seiner mehrheitlich evangelischen Bevölkerung war Kulsen vor 1945 in die Kirche in Benkheim (Banie Mazurskie) im Kirchenkreis Angerburg in der Kirchenprovinz Ostpreußen der Kirche der Altpreußischen Union eingepfarrt. Die katholischen Kirchenglieder waren nach Goldap im Bistum Ermland hin orientiert. 
Heute ist die Mehrheit der Einwohnerschaft Kulszes katholisch und gehört jetzt zur Pfarrgemeinde Banie Mazurskie im Gołdap im Bistum Ełk (Lyck) der Katholischen Kirche in Polen. Die wenigen evangelischen Kirchenglieder gehören nach Gołdap, einer Filialkirche von Suwałki in der Diözese Masuren der Evangelisch-Augsburgischen Kirche in Polen.

## Aus dem Ort gebürtig
- Horst Skerra (* 1. September 1930 in Kulsen; † 3. September 2024), NVA-General, Chef der Landstreitkräfte

## Verkehr
Kulsze liegt an einer Nebenstraße, die bei Banie Mazurskie (Benkheim) in nördlicher Richtung von der polnischen Woiwodschaftsstraße DW 650 (frühere deutsche Reichsstraße 136) abzweigt und über Ziemiany (Ziemianen) nach Rogale (Rogahlen, 1938 bis 1945 Gahlen) führt. 